# Ivo Trošt
Ivo Trošt, slovenski pisatelj, * 6. december 1865, Col, † 3. oktober 1937, Ljubljana.

## Življenje in delo
Oče mu je bil mali posestnik in kmet Dominik, mati mu je bila kmetica Marija (rojena Bajc).
Deloval je kot učitelj po raznih slovenskih krajih. V različnih revijah je objavljal svoja pripovedna dela. Izdal je tudi vrsto mladinskih in ljudskih povesti.

### Proza - ljudske povesti
- Smodin, (1895)
- Kdor zna, pa zna, (1901)
- Podoba izza mladosti, (1904)
- Pod Robom, (1915)